# Сражение при Сипе-Сипе
Сражение при Сипе-Сипе (фр. Bataille de Sipe-Sipe) или сражение при Вилуме произошло 29 ноября 1815 года на равнине к западу от Кочабамбы в Верхнем Перу (современная Боливия) во время Войны за независимость испанских колоний в Америке. Армия Соединённых провинций Рио-де-ла-Платы потерпела поражение от войск роялистов вице-королевства Перу, которые восстановили испанский контроль над Верхним Перу.
Во время третьей кампании в Верхнем Перу (первые две были отбиты испанцами) Северная армия Хосе Рондо к июню 1815 года достигла Потоси, а к сентябрю — Чаянты. В октябре попытка захватить небольшой гарнизон роялистов в Вента-и-Медиа закончилась поражением, и Северная армия отошла в Кочабамбу. Выйдя из Кочабамбы Рондо разбил лагерь на плато Сипе-Сипе, недалеко от одноименного города. Там 28 ноября 1815 года его войска были встречены силами роялистов из Перу под командованием бригадного генерала Хоакина де ла Песуэлы. У Рондо было от 3000 до 3500 человек и девять полевых орудий; Песуэла имел 5100 солдат и 23 полевых орудий.
29 ноября Песуэла приказал своим войскам построиться в колонну и занять центр долины, обойдя фронт противника; Рондо заставил свою армию перейти на другую сторону, заняв позиции за высохшим руслом реки. После развертывания испанские войска атаковали правое крыло патриотов, сумев выбить застрельщиков, расположившихся в русле реки. В результате некоторые подразделения патриотов стали отступать. После этого вся испанская линия двинулась против правого крыла противника. Рондо приказал усилить артиллерийский огонь, а также потребовал от отходивших частей вернуться на свои позиции, но один полк патриотов сдался. Видя, что битва проиграна, Рондо приказал своим кавалерийским эскадронам контратаковать, чтобы прикрыть отступление. Однако резерву и эскорту генерала Песуэлы удалось отразить контратаку.
Остатки армии Хосе Рондо, которые потеряли более 2000 человек и всю свою артиллерию, продолжали отступление без остановки, пройдя через Потоси и Умауаку, пока не достигли Тукумана в Соединенных провинциях. Поражение при Сипе-Сипе сорвало очередную попытку присоединить Верхнее Перу к Соединённым провинциям Рио-де-ла-Платы.